# Philipp Tanzer

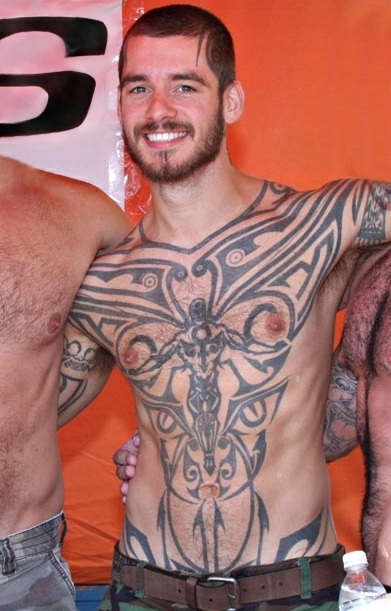
Logan McCree, 2011

Philipp Tanzer (* 31. Dezember 1977; Pseudonyme: Logan McCree, Krieger, DJ Krieger) ist ein Pornodarsteller und deutscher DJ, der 2007 mit der Arbeit in der schwulen Pornografie begann und exklusiv bei den Raging Stallion Studios, einer US-Produktionsfirma mit einem Dreijahresvertrag, unter Vertrag stand. Er ist weithin bekannt für seine einzigartigen und unverwechselbaren Tätowierungen auf dem größten Teil seines Körpers, einschließlich seines Penis, seines Gesäßes und seiner Kopfhaut. Die meisten seiner Filme waren Hardcore-Pornografie, die von gewalttätigem Analsex bis hin zu BDSM und verschiedenen Sexueller Fetischismus reichten.
Seit seinem Ausscheiden aus der Porno-Industrie engagiert sich Tanzer in der Männerrechtsbewegung und vertritt queerfeindliche sowie antifeministische Positionen.

## Leben
Nach Tanzers Angaben verließ seine Mutter die Familie, als er 10 Jahre alt war, und heiratete einen Südafrikaner. Nach einigen Jahren im Ausland wollte sie diesen wieder verlassen und zurück nach Deutschland ziehen. Daraufhin wurde sie von ihrem zweiten Ehemann erschossen, als sie gerade ein Telefongespräch mit ihrem mittlerweile 16-jährigen Sohn führte.
Nach seiner Schulzeit arbeitete Tanzer in seiner Heimatstadt Pforzheim als Maskenbildner im dortigen Stadttheater und absolvierte eine Ausbildung zum Friseur. Nachdem er drei Jahre Ausbilder in der Bundeswehr gewesen war, zog er nach Dresden. Dort arbeitete er vor allem als DJ unter dem Pseudonym DJ Krieger. Er machte sich zudem als Resident-DJ der Veranstaltung Search And Destroy im SchwuZ in Berlin einen Namen. 2004 wurde er German Mr. Leather. Seit 2007 war Tanzer unter dem Pseudonym Logan McCree für das US-amerikanische Pornofilmstudio Raging Stallion Studios tätig. 2009 und 2010 erhielt er mehrere GayVN Awards, u. a. als bester Schauspieler und Darsteller des Jahres. Außerdem gewann er mehrere Grabby Awards und XBIZ Awards. Im Jahr 2012 zog sich Tanzer aus dem Pornogeschäft zurück und zog ins schottische Dorf Durness, wo er als Friseur und Masseur arbeitet.
2011 kündigte Tanzer an, sich nicht mehr als schwul, sondern als bisexuell zu identifizieren. 2021 gab er bekannt, dass er sich als heterosexuell identifiziere und erwähnte, dass Homosexualität eine Abweichung sei, eine negative Eigenschaft einer gebrochenen Seele. Er bekräftigt, dass homosexuelles Verhalten eine unerwünschte „Gebrochenheit“ sei, die aufgrund der Abwesenheit eines Vaters auftritt. Er erwähnte auch, dass im Interesse der Mehrheitsgesellschaft und für eine angemessene Entwicklung ohne sexuelle Abweichungen oder Unreinheiten Kinder von LGBT-Menschen ferngehalten werden sollten.
Tanzer engagiert sich seit seinem Ausscheiden aus der Pornoindustrie in der Männerrechtsbewegung und stand damit 2020 im Mittelpunkt einer BBC-Dokumentation. Nun warnt Tanzer vor einer vermeintlichen LGBT-Indoktrinierung von Kindern an Schulen und stellt das Frauenwahlrecht infrage, da diese keinen Wehrdienst leisten. Darüber hinaus ist er der Ansicht, dass Männer bei Sorgerechtsstreits vor Gericht diskriminiert werden. Bei den schottischen Parlamentswahlen im Mai 2021 trat er als Kandidat der sozialkonservativen Scottish Family Party für die Region Highlands and Islands an. Die Partei sicherte sich lediglich 1976 Stimmen, sodass Tanzer nicht ins Parlament einzog.

## Filmografie (Auswahl)
- 2007: Ink Storm (Winner, 2008 Grabby, Best Fetish Video)
- 2008: The 4th Floor
- 2008: The 5th Floor
- 2008: The Drifter (Winner, 2009 Grabby, Best Movie)
- 2008: To the Last Man – The Gathering Storm
- 2008: To the Last Man – Guns Blazing
- 2008: Hotter than Hell 2
- 2008: BarBack
- 2008: Jock Itch
- 2009: Porn Stars in Love
- 2009: Port of Entry
- 2009: Rear Deliveries
- 2009: Ink Stain
- 2009: First Class
- 2010: Logan Vs Dragon
- 2010: The Visitor
- 2010: The Best of Logan McCree (compilation)
- 2011: Giants Part 1
- 2011: Giants Part 2
- 2011: Toy
- 2011: Dominus
- 2012: Cum In My Face 2
- 2012: This is Too Big !
- 2015: Dick Moves
- 2015: Permission

## Preise und Auszeichnungen (Auswahl)
- 2004: German Mr. Leather
- 2009: GayVN Awards Sieger
- 2009: Grabby Awards Sieger
- 2010: XBIZ Award Sieger